# ناحوم سوکولوف
ناحوم بن یوسف ساموئل سوکولوف (به لهستانی:  Nahum Sokołow) (به ییدیش: נחום סוקולוב) از رهبران جنبش صهیونیسم تا پیش از تشکیل کشور اسرائیل، نویسنده، پژوهش‌گر، مترجم و یکی از پایه‌گذاران روزنامه‌نگاری عبری بود.
ناخوم سوکولوف به زبان ییدیش تسلط ویژه‌ای داشت. زمینه‌هایی که وی در خصوص آن‌ها به فعالیت‌های ادبی می‌پرداخت، عبارت بودند از موضوعات مربوط به ادبیات عبری، تاریخ یهود و جنبش صهیونیسم. وی در ورشو نشریه‌ای را به نام «هاسفیره» (HaTzefira) را به زبان عبری منتشر می‌کرد. این نشریه در عمل نقش مهمی در ترویج ایده‌ها و اهداف جنبش صهیونیسم را در میان یهودیان اشکنازی برعهده داشت.
در اسرائیل، کیبوتص شده ناخوم به یادبود وی نام‌گذاری شده‌است.

## تلاش برای صدور بیانیه بالفور
ناخوم سوکولوف در مذاکرات و لابی‌گریهایی که منجر به صدور بیانیه بالفور شد، «نقش کلیدی» داشت. وی هم‌چنین در مه ۱۹۱۷ میلادی و در پی مذاکراتی که با دولت فرانسه داشت، موفق به کسب حمایت رسمی آن کشور در حمایت تلویحی از اهداف مورد نظر جنبش صهیونیسم شد.

## نام‌گذاری تل‌آویو
نام «تل‌آویو» به معنای «بهارتَپه» از ابداعات ناخوم سوکولوف بود. او در هنگام ترجمه یکی از آثار مشهور تئودور هرتسل به نام سرزمین کهن جدید از آلمانی به عبری، نام «تل‌آویو» را برای اولین‌بار ابداع کرد. بعدها در سال ۱۹۰۹ میلادی، یهودیان مهاجری که به فلسطین تحت سلطه امپراتوری عثمانی مهاجرت کرده بودند، زمین‌هایی که شهر تل‌آویو کنونی در آن قرار دارد را از بادیه‌نشینان عرب خریدند و آن را «تل‌آویو» نام‌گذاری کردند.